# 伝説のチャンピオン
「伝説のチャンピオン」（でんせつのチャンピオン、英語: We Are the Champions）は、イギリスのロックバンド・クイーンの楽曲。作詞・作曲は、フレディ・マーキュリー。日本でも、しばしば原題に合わせて「ウィー・アー・ザ・チャンピオンズ」と呼ばれる事もある。

## 解説
初出アルバムは、1977年の『世界に捧ぐ』。楽曲自体は、1975年リリースの『オペラ座の夜』収録の「ボヘミアン・ラプソディ」よりも先に完成していたが、フレディの「時期が早すぎる」という判断で、発表は先送りにされた。1985年にロンドンのウェンブリー・スタジアムにて開催されたチャリティー・コンサート「ライヴエイド」出演時に演奏された楽曲の一つ。本公演での音源は、映画『ボヘミアン・ラプソディ』で使用され、本作のサウンドトラック盤『ボヘミアン・ラプソディ (オリジナル・サウンドトラック)』に収録されている。
先行シングルとしてリリースされ、全英最高2位、全米最高4位、カナダで3位のヒットを記録し、アメリカにおいては、その時点で最も売れたクイーンの楽曲となった 。本楽曲と「ウィ・ウィル・ロック・ユー」の2曲は、両者がラジオで続けて流されることの多かったアメリカを中心に、つながった1曲と解釈されることが多く、発表以降のクイーンのライブでも、決まって最後に2曲続けて演奏されるテーマソング的な地位を占めることとなった。1986年、アルバム『カインド・オブ・マジック』のリリースにあわせて開催された「マジック・ツアー」では、両曲の間に、「心の絆」を挟むかたちで演奏された。
シングルがリリースされた当時は、「歌詞の『チャンピオン』は、自分たちのことを指し、自分たちが世界一だと思い上がっているのではないか」と批判されたが、後にブライアン・メイは、「この曲は自分たちをチャンピオンだと歌っているのではなく、世界中の一人ひとりがチャンピオンなのだと歌っている」と反論している。
NME誌は、本楽曲がイギリス中のサッカーの試合で使用されるようになったことを受け、「あの曲は世界中のサッカーファンのために作られたようなものだよ。あっという間にスタンド席でヒットするだろうね。バカな奴らにはピッタリな作戦だ」と批判記事を掲載した。さらに、パンクが世界的にブームになり始めた1977年以降には、「時代遅れ」として非難し、アルバム『ジャズ』がリリースされた際には「あなたに聴覚障害の親戚がいたら、是非クリスマスの贈り物には『ジャズ』を差し上げて下さい」と評した。
2011年、イギリス・ゴールドスミス大学の研究チームは、音楽心理分析学の観点から、本楽曲は、ポップ・ミュージック史上最もキャッチーな曲だという研究結果を発表した。被験者を使った実験を通じて、一緒に口ずさみたくなるようなヒット曲は、総じて次のような要素を持つことを見出した。
1. 長くて起伏も細やかなフレーズを含んでいること。
2. 曲のフックとなるところでは、ピッチが高低に急激に変化すること。
3. ボーカルが男性であること。
4. 男性ボーカルが高音部で特徴的なボーカルを聴かせること。

そして、これらの4要素を最もよく兼ね備えた曲は「伝説のチャンピオン」だとし、これに続くものとして、ヴィレッジ・ピープルの「Y.M.C.A.」、ヨーロッパの「ファイナル・カウントダウン」、ジ・オートマティックの「モンスター」を挙げた。
ハ短調（Cマイナー）でピアノとボーカルのみの弾き語りからスタートし、前半は落ち着いたバラード調。その後、曲のタイトルを歌詞にしたヘ長調（Fメジャー）に転調してサビに移る。これを2コーラス繰り返し、最後に再びサビに移ってエンディングを迎える。
スタジオ音源の最後は、"We are the champions…" という歌詞の後で打ち鳴らされるCメジャーの音でカットアウトされて終わっているが、ライヴでは "of the world" まで歌いきって、Fメジャーの完全終止形で終わることが多い。
ミュージックビデオでは、ステージで演奏しているメンバーと、白と黒のタイツを身に着けたマーキュリーが、スタンドマイクで歌う様子が収められている。曲の後半には、観客をバックに上からのカメラに向かってマーキュリーが歌い、カメラが一気にマーキュリーを下から見上げるように写すのと同時に、マーキュリーと観客が高らかに手を振り上げている。曲の最後には、Cメジャーの音の中で観客が騒ぎ立てている様子が静かに映し出される。このミュージックビデオでは、クイーンのファンクラブのメンバーが観客として出演しており、撮影終了後には特別コンサートが行われた。
2020年には、クイーン + アダム・ランバート名義で新バージョン「ユー・アー・ザ・チャンピオンズ」を発表した。

## パーソネル
- フレディ・マーキュリー - リード・ボーカル、バッキング・ボーカル、ピアノ
- ブライアン・メイ - エレクトリック・ギター、バッキング・ボーカル
- ロジャー・テイラー - ドラムス、バッキング・ボーカル
- ジョン・ディーコン - エレクトリックベース

## シングル収録曲
| #         | タイトル                                         | 作詞・作曲 | 時間 |
| --------- | ------------------------------------------------ | ---------- | ---- |
| 1.        | 「伝説のチャンピオン」(We Are the Champions)     | Mercury    | 3:00 |
| 2.        | 「ウィ・ウィル・ロック・ユー」(We Will Rock You) | May        | 2:00 |
| 合計時間: | 合計時間:                                        | 合計時間:  | 5:00 |

| #         | タイトル                                             | 作詞・作曲 | 時間 |
| --------- | ---------------------------------------------------- | ---------- | ---- |
| 1.        | 「伝説のチャンピオン」(We Are the Champions)         | Mercury    | 3:02 |
| 2.        | 「ウィ・ウィル・ロック・ユー」(We Will Rock You)     | May        | 2:02 |
| 3.        | 「ファット・ボトムド・ガールズ」(Fat Bottomed Girls) | May        | 3:23 |
| 合計時間: | 合計時間:                                            | 合計時間:  | 8:27 |

| #         | タイトル                                                                                   | 作詞・作曲  | 時間 |
| --------- | ------------------------------------------------------------------------------------------ | ----------- | ---- |
| 1.        | 「伝説のチャンピオン」(We Are the Champions)                                               | Mercury     | 2:59 |
| 2.        | 「ウィ・ウィル・ロック・ユー / 伝説のチャンピオン」(We Will Rock You/We Are the Champions) | May/Mercury | 5:00 |
| 合計時間: | 合計時間:                                                                                  | 合計時間:   | 7:59 |

## 楽曲の使用
その歌詞から、「ウィ・ウィル・ロック・ユー」と並んでサッカーを初めとした、世界的なスポーツ・イベントで用いられることも多い。
- 国際サッカー連盟（FIFA）主催のサッカー大会
- 欧州サッカー連盟（UEFA）主催のサッカー大会の決勝戦後の表彰式
- ウイニングイレブン2002でのエンディング曲
- NBAファイナルで優勝チーム決定後の表彰式
- プロレスのタッグチーム、ダイナミック・デュオ（ジノ・ヘルナンデス&クリス・アダムス）の入場テーマ曲
- 大井競馬におけるJPN1、S1競走のウイニングラン
- 近年、Jリーグやプロ野球の優勝決定時にスタジアムで流れることもある[いつ?]
- 1990年の鈴鹿8時間耐久レースでのエディローソンによるウイニングランの際の場内BGM
- JFN（TFM系）のラジオミニ番組「MY OLYMPIC」エンディング曲
- 映画『ROCK YOU!』
- 大学ラグビー選手権決勝、表彰式後のイベント（2019年）
- 日産自動車のル・マン24時間CM曲
- スズキ「スイフト」のCMソング（2012年）
- ベスコングルメ（TBS系）のウォーキングゴール時[10]

## カバー
- 矢野顕子は、1979年にインストゥルメンタルでカバーしている。「QUEEN SONGS」（1993年8月21日）収録。
- ロビー・ウィリアムズは、映画『ROCK YOU! (A Knight's Tale)』のサウンドトラックに本曲のカバーを提供した[11]。
- アンジェラ・アキは、かねてからライブで自分のテンションを高めようと、この曲をはじめクイーンの曲をカバーしていたという。2006年の日本武道館のライブでも本楽曲をカバーした。
- アメリカのロックバンドであるグリーン・デイも、2005年のLIVE 8のライブで本楽曲をカバーした。
- アコーディオニスト・cobaがインストゥルメンタルとしてカバーした。
- オペラ歌手・錦織健が、NHKの「スタジオパークからこんにちは」に出演した際（2006年2月21日）、歌唱した。錦織は高校時代にバンドでクイーンのコピーをしていた。
- 1992年のフレディ・マーキュリー追悼コンサートでは、ライザ・ミネリとフレディを除くクイーンメンバー、そしてその日の出演者全員によって歌われ、コンサートの掉尾を飾った。
- 女王様（パッパラー河合とサンプラザ中野くん）が、「我ら横綱」なるタイトルをつけ、日本的解釈による直訳でカバーしたこともある。クイーンを直訳カバーしたメドレー曲「女王様物語」（1996年1月21日）に収録されている。
- NHK Eテレの「コレナンデ商会」でもカバーされたことがあり、この時は全部英語の歌詞で、ジェイが熱唱した。ブルブルとキーウィとターキーはコーラスを担当した。